# Darwaz (district)
Darwaz est un district de la province de Badakhshan en Afghanistan. Sa population est estimée à 21 000 habitants.